# Лицей № 130 (Екатеринбург)
Лицей № 130 Уральского федерального университета — образовательное учреждение высшей категории, осуществляющее углубленное дифференцированное обучение по программам основного общего и среднего (полного) общего образования, находящееся в тесном сотрудничестве с УГТУ-УПИ (ныне УрФУ). Также известен как «Лицей УПИ». Расположен в Екатеринбурге. С первого класса в лицее преподают информатику, в обучении используют информационные технологии.

## История
- Средняя школа № 130 была открыта в 1961 году[4].
- В 1995 году ей присвоен статус школы-лицея УГТУ.
- В 1999 присвоен статус «Лицей высшей категории».
- В 2004 году получила лицензию на право ведения образовательной деятельности как лицей.
- С 1995 года лицей сотрудничает с Уральским государственным техническим университетом.
- 2000 год — это год создания единого образовательного комплекса «Лицей № 130 — ГОУ ВПО УГТУ-УПИ», созданного на основе интеграции материально-технической базы, методов и принципов обучения, педагогических и научно-педагогических кадров лицея № 130 и высшего учебного заведения УГТУ-УПИ.

Известные выпускники:
- Алексей Шабаров — член Правительства Свердловской области, управляющий Западным округом Свердловской области,
- Владимир Тунгусов — заместитель главы г. Екатеринбурга,
- Сергей Бабушкин — доктор технических наук, главный архитектор г. Киева,
- Анатолий Ерофеев — генерал российской армии,
- Александр Школьник — руководитель дирекции детских телевизионных программ «Первого канала», г. Москва,
- Роза и Альфия Назмутдиновы — чемпионки Европы и мира по художественной гимнастике,
- Сергей Федоров — доктор математических наук, преподает в университете в Германии,
- Игорь Бородин — учитель физики высшей категории лицея № 130, победитель Всероссийского конкурса «Лучший учитель».
- Анна Сидоренко — кандидат физико-математических наук[5], заместитель директора лицея № 130 по информационным технологиям.